# Бикові (підродина)
Бикові (Bovinae) — центральна підродина родини бикових (Bovidae) з ряду оленеподібних (Cerviformes).
Відрізняються від інших підродин величиною і масивною будовою тіла та рогами, що притаманні обом статям. Бики мають велике сільськогосподарське значення для людей.

## Систематика
До підродини биків належать такі роди і види:
- Рід Куду (Tragelaphus)
  - Куду ньяла (Tragelaphus angasi)
  - Куду гірський (Tragelaphus buxtoni)
  - Куду ситатунг (Tragelaphus spekei)
  - Куду бушбок (Tragelaphus scriptus)
  - Куду великий (Tragelaphus strepsiceros)
  - Куду малий (Tragelaphus imberbis)
  - Куду бонго (Tragelaphus eurycerus)

- Рід Тетрацер (Tetracerus)
  - Тетрацер звичайний (Tetracerus quadricornis)

- Рід нільгау (Boselaphus)
  - Нільгау (Boselaphus tragocamelus)

- Рід Канна (Taurotragus)
  - Канна звичайна (Taurotragus oryx)
  - Канна гігантська (Taurotragus derbianus)

- Рід ПсевдоориксPseudoryx
  - Псевдоорикс (Pseudoryx nghetinhensis)

- Рід Буйвіл (Bubalus)
  - Буйвіл індійський (Bubalus bubalis)
  - Тамарау (Bubalus mindorensis)
  - Буйвіл малий, або аноа (Bubalus depressicornis)
  - Аноа гірський (Bubalus quarlesi)
  - †Bubalus cebuensis

- Рід Буфало (Syncerus)
  - Буфало африканський (Syncerus caffer)

- Рід Бик (Bos)
  - †Бик первісний, або тур (Bos primigenius)
  - Бик дикий (Bos taurus), з підвидами Бик свійський (корова) і зебу
  - Купрей (Bos sauveli)
  - Бик бантенг (Bos javanicus)
  - Бик гаур (Bos gaurus)
  - Як (Bos grunniens)
  - † Bos palaesondaicus
- Рід Бізон (Bison)
  - Бізон американський (Bison bison)
  - Бізон європейський, або зубр (Bison bonasus)
  - †Bison palaeosinensis
  - †Bison priscus
  - †Bison antiquus
  - †Bison latifrons

Деякі таксономічні одиниці залишаються спірними. Раніше виділялася окреме підродина гвинтрогі антилопи, однак через їх генетичну близькості до биків їх об'єднали в одну підродину. Відкритий в 1990-х вид псевдоорикс іноді відносять до підродини козлів і баранів.

## Філогнетика
У еволюційному відношенні бики досить молодий таксон. Перші викопні рештки, які можна з упевненістю зарахувати до цієї підродини датуються лише пліоценом. Передбачається, що вони поширилися з Азії в Європу, Америку і Африку. Найбільшого різноманіття порожнисторогі досягли в плейстоцені.

## У культурі

Геральдичний бик

У геральдиці бик є символ родючості землі. Бик (нім. Stier, фр. buffle, taureau), також зубр (фр. Aurochs) зображаються в профіль, перший — з рогами у вигляді півмісяця, а інші — з двічі вигнутими рогами, всі вони часто бувають з опущеною, ніби для бодання, головою, крокуючими, стоячими або на задніх ногах. Нерідко зображується і окремо бичача голова спереду, з висунутим язиком або з просмикнутим через ніздрі кільцем. Іноді зустрічається в гербах фігура корови, рідше бичка (наприклад, у польському гербі Ciolek). Буйволові роги, які так часто зустрічаються у вигляді прикрас гербових шоломів, особливо німецьких, деякими геральдистами абсолютно помилково приймаються за мисливські роги, а французькими навіть за слонові хоботи (фр. proboscises).
Існує поширена думка, що бика дратує червоний колір. Як показали досліди, це не так